# Flexicrurum longispina
Flexicrurum longispina is een spinnensoort uit de familie Psilodercidae. De soort komt voor in China.